# Jan Nathan Rozendaal

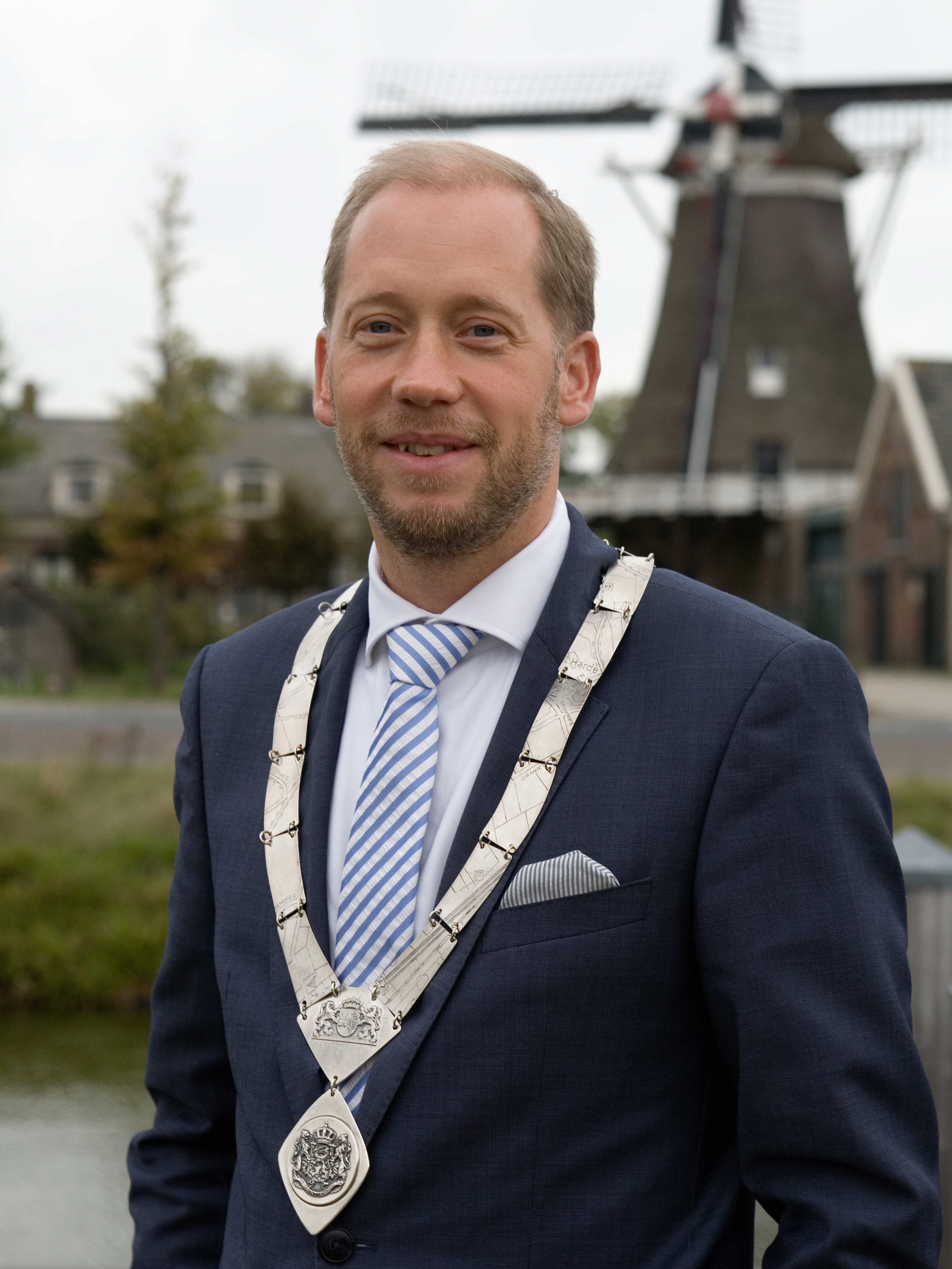
Jan Nathan Rozendaal (2017)

Jan Nathan Rozendaal (* 31. Januar 1977 in Gouda) ist ein niederländischer Politiker (SGP), Administrator und seit dem 13. Oktober 2017 Bürgermeister von Elburg.     

## Leben und Karriere
Jan Nathan Rozendaal wurde 1977 in Gouda geboren, wo er einige Zeit seiner Kindheit verbrachte. Später zog er mit seiner Familie nach Reeuwijk und besuchte das Driestar College. Anschließend studierte er zwischen 1995 und 2002 Stadtplanung und öffentliche Verwaltung an der Universität Wageningen. Zwischenzeitlich war der Niederländer zudem als Erdkundelehrer tätig. 2006 trat er der SGP bei und war von 2014 bis 2017 Stadtrat von Papendrecht. Am 13. Oktober 2017 wurde er Bürgermeister von Elburg und löste damit seinen Vorgänger Harry Dijksma ab. Jan Nathan Rozendaal ist mit Esther Rozendaal–van Belle verheiratet. Das Paar lebt in Den Haag.